# واژا کاچاراوا
واژا کاچاراوا (گرجی: ვაჟა კაჭარავა؛ زادهٔ ۲ ژانویهٔ ۱۹۳۷) بازیکن والیبال گرجی‌تبار اهل شوروی بود.